# جورج رينولدز
جورج رينولدز (بالإنجليزية: George Reynolds)‏ هو محرر أمريكي، ولد في 1842، وتوفي في 9 أغسطس 1909 بسبب التهاب السحايا.